# دبلیو تی ای تور
تور WTA یک تور تنیس در سطح جهانی برای زنان است که توسط انجمن تنیس زنان برگزار می‌شود. تور رده دوم سری WTA 125K و سومین تور جهانی تنیس زنان ITF است. تور WTA معادل تور ATP مردان است.

رتبه‌بندی WTA بر اساس یک سیستم تجمعی ۵۲ هفته ای است. رتبه یک بازیکن با نتایج او در حداکثر ۱۶ تورنمنت برای انفرادی و ۱۱ تورنمنت برای دونفره تعیین می‌شود و بر اساس میزان پیشرفت بازیکن در یک تورنمنت، امتیاز به او تعلق می‌گیرد. مبنای محاسبه رتبه یک بازیکن، تورنمنت‌هایی هستند که بالاترین امتیاز را در طول دوره ۵۲ هفته ای به دست می‌آورند.
| Current tennis rankings | Current tennis rankings |